# Аннополе-Старі
Аннополе-Старі (пол. Annopole Stare) — село в Польщі, у гміні Здунська Воля Здунськовольського повіту Лодзинського воєводства.
Населення — 112 осіб (2011).
У 1975-1998 роках село належало до Серадзького воєводства.

## Демографія
Демографічна структура станом на 31 березня 2011 року:
|          | Загалом | Допрацездатний вік | Працездатний вік | Постпрацездатний вік |
| -------- | ------- | ------------------ | ---------------- | -------------------- |
| Чоловіки | 54      | 8                  | 41               | 5                    |
| Жінки    | 58      | 11                 | 34               | 13                   |
| Разом    | 112     | 19                 | 75               | 18                   |